# Енон (Огайо)
Енон (англ. Enon) — селище (англ. village) в США, в окрузі Кларк штату Огайо. Населення — 2449 осіб (2020).

## Географія
Енон розташований за координатами 39°51′55″ пн. ш. 83°55′59″ зх. д. / 39.86528° пн. ш. 83.93306° зх. д. (39.865349, -83.932985).  За даними Бюро перепису населення США в 2010 році селище мало площу 3,31 км², уся площа — суходіл.

## Демографія
Згідно з переписом 2010 року, у селищі мешкало 2415 осіб у 1069 домогосподарствах у складі 732 родин. Густота населення становила 731 особа/км².  Було 1120 помешкань (339/км²).
Расовий склад населення:
| - 96,6 % — білих - 1,3 % — азіатів - 0,4 % — чорних або афроамериканців - 0,3 % — корінних американців |

До двох чи більше рас належало 0,9 %. Частка іспаномовних становила 0,8 % від усіх жителів.
За віковим діапазоном населення розподілялося таким чином: 19,1 % — особи молодші 18 років, 60,1 % — особи у віці 18—64 років, 20,8 % — особи у віці 65 років та старші. Медіана віку мешканця становила 48,1 року. На 100 осіб жіночої статі у селищі припадало 94,9 чоловіків;  на 100 жінок у віці від 18 років та старших — 94,9 чоловіків також старших 18 років.
Середній дохід на одне домашнє господарство  становив 68 903 долари США (медіана — 55 571), а середній дохід на одну сім'ю — 85 153 долари (медіана — 68 824). Медіана доходів становила 57 788 доларів для чоловіків та 40 404 долари для жінок. За межею бідності перебувало 11,7 % осіб, у тому числі 15,1 % дітей у віці до 18 років та 5,9 % осіб у віці 65 років та старших.
Цивільне працевлаштоване населення становило 1130 осіб. Основні галузі зайнятості: виробництво — 18,2 %, освіта, охорона здоров'я та соціальна допомога — 16,9 %, мистецтво, розваги та відпочинок — 15,7 %.